# Nacionalno vijeće za visoko obrazovanje
Nacionalno vijeće za visoko obrazovanje, stručno i savjetodavno tijelo u Republici Hrvatskoj koje brine za razvitak i kvalitetu cjelokupnog sustava visokog obrazovanja Republike Hrvatske. Radi izvršenja svoje zadaće: predlaže i potiče donošenje mjera za unapređenje visokog obrazovanja, predlaže projekciju mreže javnih visokih učilišta u Republici Hrvatskoj, daje suglasnost na uvjete Rektorskog zbora i Vijeća veleučilišta i visokih škola za stjecanje znanstveno-nastavnih, umjetničko-nastavnih i nastavnih zvanja, predlaže ministru pravilnike o mjerilima i kriterijima za osnivanje i vrednovanju visokih učilišta i studijskih programa, imenuje recenzente i daje mišljenje o osnivanju novih visokih učilišta i studijskih programa, provodi vrednovanje visokih učilišta i studijskih programa te predlaže ministru izdavanje dopusnica te obavlja i druge poslove regulirane zakonom i propisima.